# Valentine Pringle
Valentine Pringle (* 10. März 1937 in den USA; † 13. Dezember 1999 in Maseru, Lesotho) war ein amerikanischer Komponist, Sänger, Schauspieler und Schriftsteller.

## Leben
Er war Komponist des von Harry Belafonte gesungenen Songs "Louise". Zudem brachte er als Sänger die beiden Solo-Alben I hear America singing und Powerhouse heraus. In der Bundesrepublik Deutschland trat er am 16. Oktober 1965 in der TV-Samstagabendshow Einer wird gewinnen auf. Ferner spielte er im Film Ragtime mit und hatte weitere kleinere Rollen in Filmen in den 1970er und zu Beginn der 1980er Jahre. In den 1980er Jahren zog er nach Lesotho, wo er am 13. Dezember 1999 von Einbrechern in seinem Haus erstochen wurde. Bereits zwei Jahre zuvor war sein Bruder Carl ebenfalls von Kriminellen angeschossen worden, die versuchten seinen Minivan zu stehlen, und später den Folgen der erlittenen Verletzungen erlegen. Valentine Pringle war mit der Holländerin Thea van Maastricht verheiratet.
Er wurde auf dem Arlington National Cemetery in Arlington/Virginia beerdigt.

## Filmografie (Auswahl)
- 1981: Ragtime
- 1982: Britannia Hospital
- "Die Profis" (1 Folge, 1980)
- "Sapphire & Steel" (3 Folgen, 1979)
- Sherlock Holmes oder Der sonderbare Fall vom Ende der Zivilisation (1977)
- Drei Fremdenlegionäre (1977)
- "The Fosters"  (1 Folge, 1976)
- Shoot It Black, Shoot It Blue (1974)